# Adriaan Van Hooydonck
Adriaan (Jaan) Van Hooydonck (Kalmthout, 24 januari 1920 - Brasschaat, 8 januari 1994) was een Belgisch politicus voor de CVP.

## Levensloop
Hij kwam een tijd op bij de gemeenteraadsverkiezingen met een onafhankelijke kieslijst, KD. Na het schielijk overlijden van burgemeester Fernand Pairon, werd hij op 14 juni 1965 burgemeester. Hij werd in 1971 opgevolgd in deze functie door Ludo van den Maagdenberg. Van 1983 tot 1992 was Van Hooydonck opnieuw burgemeester.
Hij was de vader van Jan Van Hooydonck, die lokaal politiek actief is als gemeenteraadslid - en later tevens als schepen - te Kalmthout voor CD&V.